# Johanna Dohnal
Johanna Dohnal (született: Johanna Aloisia Dietz; Bécs, 1939. február 14. – Grabern, 2010. február 20.)  osztrák politikus az első osztrák nőügyi miniszter.

## Élete
Az édesanyja tuberkulózisban szenvedett, ennek következtében Johannát a nagymamája nevelte fel. Tanulmányait 1953-ban fejezte be, és a család rossz anyagi helyzete miatt nem folytatta. Ezután ipari munkásként tanult, majd irodai munkásként alkalmazták. 1956-ban csatlakozott az  Osztrák Szociáldemokrata Párthoz. 1969-ben a Penzing kerület tanácsosává választották.
1972-ben az SPÖ főállású aktivistája lett a bécsi nőszervezet titkáraként. 1973 és 1979 között a bécsi városi tanács tagja volt. 1987 és 1995 között az SPÖ-Bundesfrauen, a szociáldemokraták nőszervezetének elnöke. 1979 novemberétől 1990 decemberéig a kancellári hivatal államtitkári posztját töltötte be. Ezután 1995 áprilisáig tárca nélküli miniszteri tisztet töltött be, és Franz Vranitzky kormányában a nők kérdéseivel foglalkozott. 1994-ben rövid ideig a 19. ciklus Nemzeti Tanácsának tagja.
1995-ben visszavonult az aktív politikai tevékenységtől, de továbbra is részt vett pártja választási kampányaiban, előadásokat is tartott.
A férje Franz Dohnal volt, akitől két gyermeke született. A házasság a hetvenes években válással végződött.

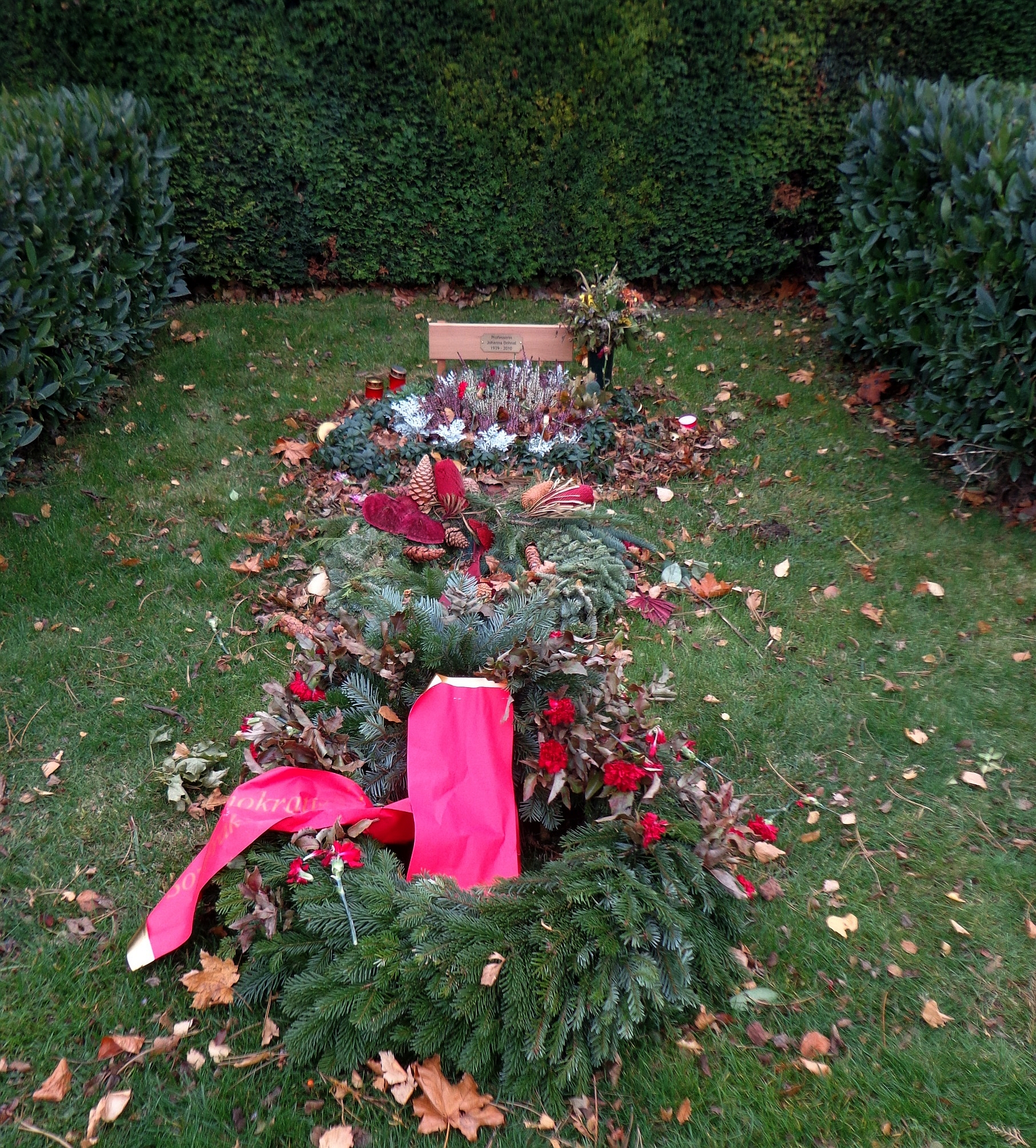
Sírja a Bécsi Központi Temetőben

2010. január 22-én polgári élettársi kapcsolatot kötött régi élettársával, Annemarie Aufreiterrel.
2010. február 20-án halt meg otthonában, Grabernben, Alsó-Ausztriában, és a Bécsi Központi Temetőben nyugszik.

## Fordítás
- Ez a szócikk részben vagy egészben  a   Johanna Dohnal című lengyel Wikipédia-szócikk ezen változatának fordításán alapul.  Az eredeti cikk szerkesztőit annak laptörténete sorolja fel. Ez a jelzés csupán a megfogalmazás eredetét és a szerzői jogokat jelzi, nem szolgál a cikkben szereplő információk forrásmegjelöléseként.